# Nesticus yamagatensis
Nesticus yamagatensis là một loài nhện trong họ Nesticidae.
Loài này thuộc chi Nesticus. Nesticus yamagatensis được Hajime Yoshida miêu tả năm 1989.